# زمین‌کدیابی

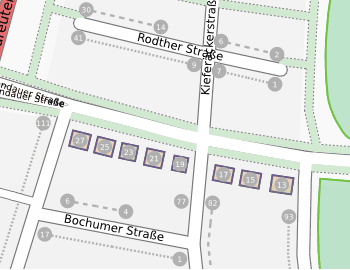
تصویر زمین کد یابی

زمین‌کدیابی (به انگلیسی: Geocoding) یا کدبندی مکانی، فرایند یافتن مختصات جغرافیایی مربوطه (اغلب به صورت طول و عرض جغرافیایی) از دیگر داده‌های جغرافیایی، همچون نشانی خیابان یا کد پستی است. با داشتن مختصات جغرافیایی می‌توان عوارض را نقشه‌یابی کرد و به سامانه‌های اطلاعات جغرافیایی وارد کرد، یا می‌توان مختصات را در رسانه‌هایی چون عکس‌های دیجیتالی با برچسب‌زنی جغرافیایی وارد کرد.
زمین‌کدیابیِ معکوس، برعکس آن است یعنی: یافتن محل‌هایی مثل نشانی خیابان و غیره با مختصات جغرافیایی.
یک زمین‌کدیاب، نرم‌افزار یا سرویس وبی است که به این فرایند کمک می‌کند.